# 허위안시
허위안(중국어: 河源, 병음: Héyuán)은 중화인민공화국 광둥성의 지급시이다. 인구의 대다수는 광동인과 객가인으로 이루어져있다. 허위안에는 넓은 우림이 있다.

## 역사
1988년 1월 7일에 허위안 시가 성립되었다.

## 지리
허위안은 광둥 성의 북동부, 둥 강의 상류에 있다. 동경 114°13'- 115°35', 북위 23°10'-24°50'에 위치한다. 남쪽으로 후이저우 시, 북쪽으로 장시성 간저우 시, 동쪽으로 메이저우 시, 서쪽으로 사오관 시와 접한다. 허위안은 광둥 성의 해안 지역과 내륙 지역을 연결하는 역할을 한다.
허위안은 천연 자원이 풍부하고 토양이 비옥하다. 1,000 km2의 경작지와 13,600 km2의 산지, 640 km2의 강과 호수로 이루어져있다. 철광석, 텅스텐, 주석, 형석과 같은 많은 광물들이 매장되어있다.
연평균 기온은 22.0℃, 연평균 강수량은 1907.3mm이고 연평균 일조시간은 1755.7시간이다.
| 허위안시의 기후                                               | 허위안시의 기후 | 허위안시의 기후 | 허위안시의 기후 | 허위안시의 기후 | 허위안시의 기후 | 허위안시의 기후 | 허위안시의 기후 | 허위안시의 기후 | 허위안시의 기후 | 허위안시의 기후 | 허위안시의 기후 | 허위안시의 기후 | 허위안시의 기후 |
| 월                                                            | 1월             | 2월             | 3월             | 4월             | 5월             | 6월             | 7월             | 8월             | 9월             | 10월            | 11월            | 12월            | 연간            |
| ------------------------------------------------------------- | --------------- | --------------- | --------------- | --------------- | --------------- | --------------- | --------------- | --------------- | --------------- | --------------- | --------------- | --------------- | --------------- |
| 역대 최고 기온 °C (°F)                                        | 28.3 (82.9)     | 29.9 (85.8)     | 33.0 (91.4)     | 33.8 (92.8)     | 36.0 (96.8)     | 38.6 (101.5)    | 39.0 (102.2)    | 38.8 (101.8)    | 37.5 (99.5)     | 36.6 (97.9)     | 34.2 (93.6)     | 29.9 (85.8)     | 39.0 (102.2)    |
| 일평균 최고 기온 °C (°F)                                      | 18.2 (64.8)     | 19.8 (67.6)     | 22.3 (72.1)     | 26.4 (79.5)     | 29.9 (85.8)     | 31.7 (89.1)     | 33.6 (92.5)     | 33.4 (92.1)     | 32.2 (90.0)     | 29.1 (84.4)     | 24.9 (76.8)     | 19.9 (67.8)     | 26.8 (80.2)     |
| 일일 평균 기온 °C (°F)                                        | 13.0 (55.4)     | 14.9 (58.8)     | 17.8 (64.0)     | 22.1 (71.8)     | 25.5 (77.9)     | 27.5 (81.5)     | 28.7 (83.7)     | 28.4 (83.1)     | 27.3 (81.1)     | 24.1 (75.4)     | 19.6 (67.3)     | 14.5 (58.1)     | 22.0 (71.5)     |
| 일평균 최저 기온 °C (°F)                                      | 9.5 (49.1)      | 11.5 (52.7)     | 14.6 (58.3)     | 19.0 (66.2)     | 22.4 (72.3)     | 24.6 (76.3)     | 25.4 (77.7)     | 25.2 (77.4)     | 23.9 (75.0)     | 20.3 (68.5)     | 15.7 (60.3)     | 10.8 (51.4)     | 18.6 (65.4)     |
| 역대 최저 기온 °C (°F)                                        | 0.9 (33.6)      | 1.8 (35.2)      | 2.0 (35.6)      | 7.9 (46.2)      | 15.0 (59.0)     | 18.6 (65.5)     | 18.5 (65.3)     | 21.4 (70.5)     | 16.0 (60.8)     | 10.3 (50.5)     | 3.8 (38.8)      | −0.7 (30.7)     | −0.7 (30.7)     |
| 평균 강수량 mm (인치)                                         | 58.7 (2.31)     | 69.8 (2.75)     | 150.2 (5.91)    | 211.9 (8.34)    | 287.7 (11.33)   | 397.5 (15.65)   | 214.7 (8.45)    | 244.2 (9.61)    | 143.4 (5.65)    | 44.3 (1.74)     | 38.6 (1.52)     | 46.3 (1.82)     | 1,907.3 (75.08) |
| 평균 강수일수 (≥ 0.1 mm)                                      | 7.3             | 10.2            | 15.1            | 15.4            | 17.6            | 19.6            | 16.9            | 17.4            | 11.3            | 4.6             | 5.6             | 6.1             | 147.1           |
| 평균 상대 습도 (%)                                            | 68              | 73              | 77              | 78              | 79              | 82              | 78              | 79              | 74              | 67              | 67              | 65              | 74              |
| 평균 월간 일조시간                                            | 129.1           | 99.4            | 87.9            | 94.4            | 123.5           | 142.0           | 202.3           | 188.8           | 179.9           | 188.4           | 166.2           | 153.8           | 1,755.7         |
| 가능 일조율                                                   | 38              | 31              | 24              | 25              | 30              | 35              | 49              | 47              | 49              | 53              | 51              | 47              | 40              |
| 출처: 중국기상국 (평년값: 1991년~2020년, 극값: 1971년~2010년) |                 |                 |                 |                 |                 |                 |                 |                 |                 |                 |                 |                 |                 |

## 경제
허위안은 베이징-주룽 철도와 광저우-메이저우-산터우 철도가 교차하는 경제와 교통의 중심지이다. 105번 국도와 205번 국도가 도시를 통과한다. 허위안의 둥 강은 중요한 전략적 수로 역할을 하여 거대한 화물선이 상품을 후이저우, 둥관, 광저우로 수송한다.
허위안의 주요 생산품으로는 키위와 버섯, 마늘, 객가 증류주, 광천수, 대나무 장판, 귤, 녹차, 그릇 등이 있다.

## 교통

### 철도

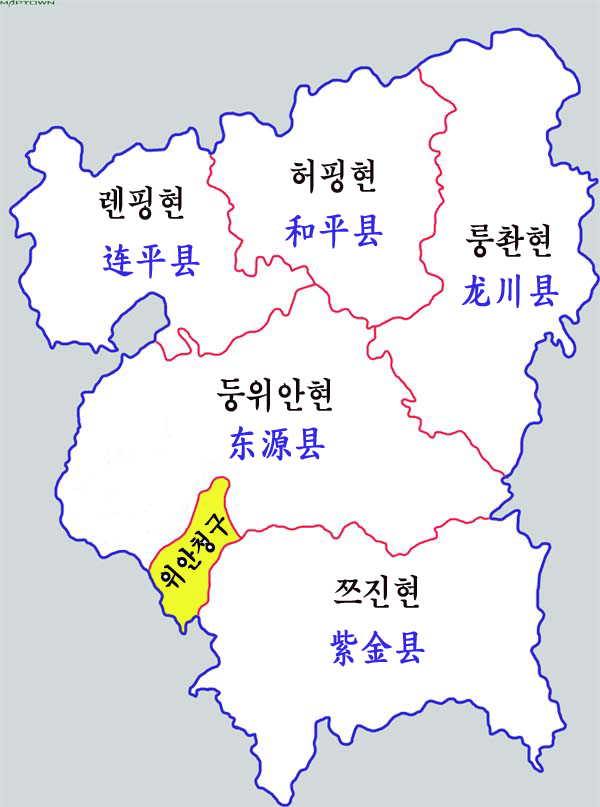
허위안시 행정구역

징주선이 도시를 통과한다.
- 허위안 역

## 행정 구역
1개의 시할구, 5개의 현을 관할한다.
시할구
- 위안청 구(源城区)

현
- 허핑 현(和平县)
- 룽촨 현(龙川县 )
- 쯔진 현(紫金县)
- 롄핑 현(连平县)
- 둥위안 현(东源县)